# 인민자유당

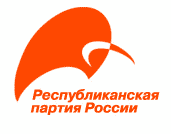
2005년부터 2012년까지 사용되었던 인민자유당의 로고

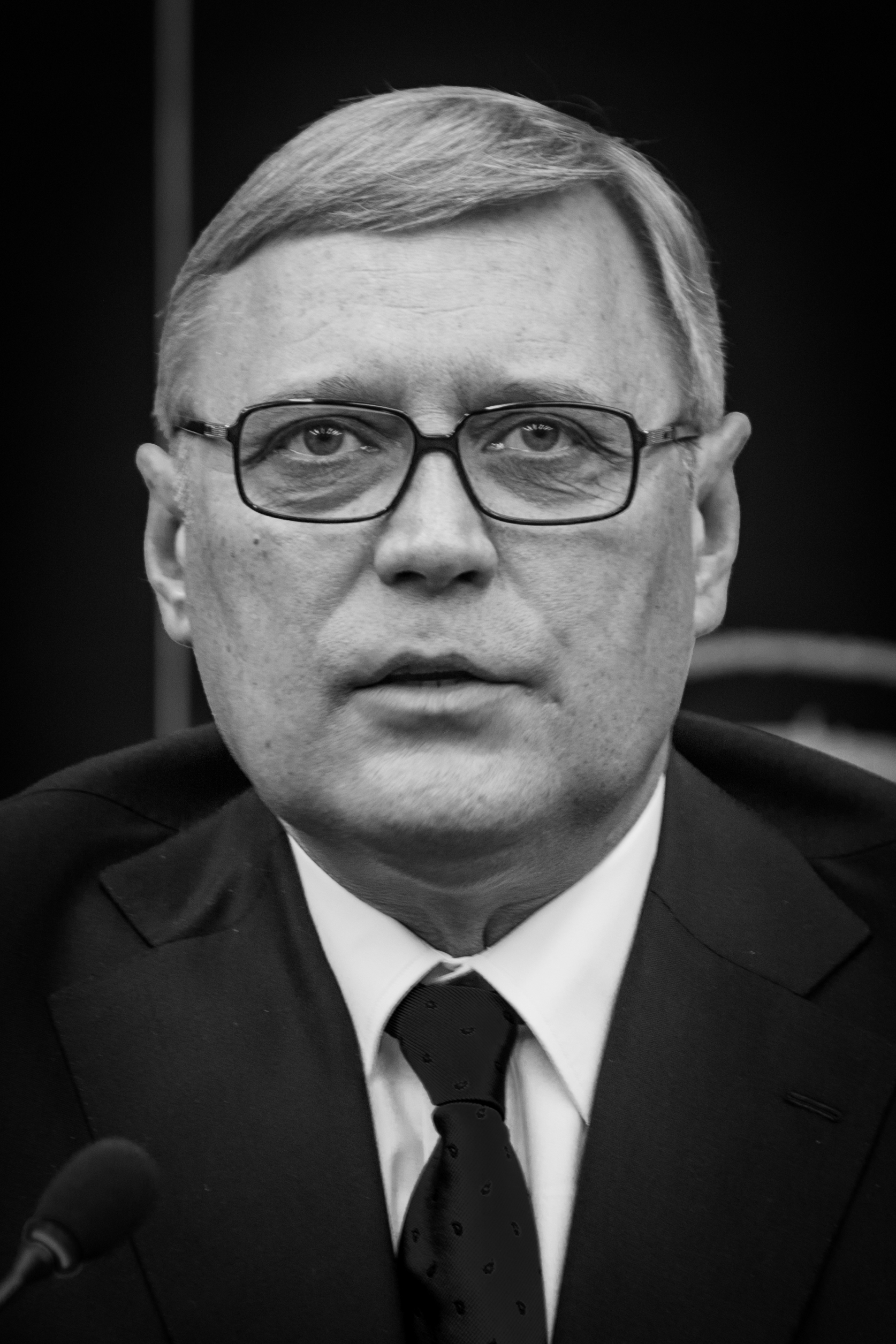
인민자유당의 당수인 미하일 카시야노프

인민자유당(러시아어: Партия народной свободы, PARNAS)은 러시아의 사회보수주의, 중도우파 정당이다. 현 러시아 대통령인 블라디미르 푸틴에 대한 비판적인 성향을 내포하고 있다. 2007년 러시아 대법원에 의해 강제 해산되었고 그 이후에도 계속 활동하였으나 불법 정당으로 여겨졌다. 2012년에 다시 합법 정당이 되었으며, 보리스 넴초프는 암살당하기 전까지 이 당의 공동 대표로 있었다.

## 같이 보기
- E. V. 리모노프의 다른 러시아당
- 러시아 통일민주당